# Szenegál az 1992. évi téli olimpiai játékokon
Szenegál a franciaországi Albertville-ben megrendezett 1992. évi téli olimpiai játékok egyik részt vevő nemzete volt. Az országot az olimpián 1 sportágban 2 sportoló képviselte, akik érmet nem szereztek.

## Alpesisí
Férfi
| Versenyző      | Versenyszám            | 1. futam      | 1. futam      | 2. futam      | 2. futam      | Összesítés    | Összesítés    |
| Versenyző      | Versenyszám            | Idő           | Hely.         | Idő           | Hely.         | Idő           | Helyezés      |
| -------------- | ---------------------- | ------------- | ------------- | ------------- | ------------- | ------------- | ------------- |
| Alphonse Gomis | Lesiklás               |               |               |               |               | nem ért célba | nem ért célba |
| Alphonse Gomis | Műlesiklás             | nem ért célba | nem ért célba | kiesett       | kiesett       | kiesett       | kiesett       |
| Alphonse Gomis | Óriás-műlesiklás       | 1:24,29       | 89.           | 1:23,79       | 74.           | 2:48,08       | 74.           |
| Alphonse Gomis | Szuperóriás-műlesiklás |               |               |               |               | nem ért célba | nem ért célba |
| Lamine Guèye   | Lesiklás               |               |               |               |               | 2:12,84       | 45.           |
| Lamine Guèye   | Műlesiklás             | 1:10,90       | 60.           | nem ért célba | nem ért célba | kiesett       | kiesett       |
| Lamine Guèye   | Óriás-műlesiklás       | 1:21,60       | 77.           | 1:23,38       | 71.           | 2:44,98       | 66.           |
| Lamine Guèye   | Szuperóriás-műlesiklás |               |               |               |               | 1:29,18       | 78.           |

| Versenyző      | Versenyszám | Lesiklás | Lesiklás | Lesiklás | Műlesiklás    | Műlesiklás    | Műlesiklás | Műlesiklás | Műlesiklás | Műlesiklás | Műlesiklás | Összesítés | Összesítés |
| Versenyző      | Versenyszám | Lesiklás | Lesiklás | Lesiklás | 1. futam      | 1. futam      | 2. futam   | 2. futam   | Össz.      | Össz.      | Össz.      | Összesítés | Összesítés |
| Versenyző      | Versenyszám | Idő      | Pont     | Hely.    | Idő           | Hely.         | Idő        | Hely.      | Idő        | Pont       | Hely.      | Pont       | Helyezés   |
| -------------- | ----------- | -------- | -------- | -------- | ------------- | ------------- | ---------- | ---------- | ---------- | ---------- | ---------- | ---------- | ---------- |
| Alphonse Gomis | Összetett   | 2:00,56  | 158,91   | 57.      | nem ért célba | nem ért célba | kiesett    | kiesett    | kiesett    | kiesett    | kiesett    | kiesett    | kiesett    |
| Lamine Guèye   | Összetett   | 2:02,38  | 177,47   | 58.      | nem indult    | nem indult    | kiesett    | kiesett    | kiesett    | kiesett    | kiesett    | kiesett    | kiesett    |